# IC 3807
IC 3807 је ознака објекта на координатама са ректансцензијом 12h 49m 30,0s и деклинацијом - 4° 24" 6'. Открио га је Луис Свифт, 23. фебруара 1898. Каснијим посматрањима на том положају није уочен никакав астрономски објекат.